# Stuart Pottasch
Stuart Robert Pottasch (New York, 16 januari 1932 - Groningen, 4 april 2018) was een Amerikaans sterrenkundige en professor aan de Rijksuniversiteit Groningen die gespecialiseerd was in de studie van planetaire nevels.

## Opleiding en loopbaan
In 1954 behaalde Pottasch een bachelordiploma in de technische natuurkunde aan de Cornell-universiteit. In 1955 bezocht hij Leiden alvorens naar de Harvard-universiteit te gaan waar hij in 1957 een masters behaalde. Hij promoveerde in 1958 aan de University of Colorado bij Richard Nelson Thomas op een proefschrift met de titel The Novae Outburst.
Daarna had hij aanstellingen als Postdoc bij het National Bureau of Standards, aan het Observatorium van Parijs (1959-1960), aan de Princeton-universiteit (1960-1962; Assistant Professor), aan het Institute for Advanced Study en aan de Universiteit van Indiana (1962-1963).
In 1963 werd hij op uitnodiging van Adriaan Blaauw benoemd tot hoogleraar in de astrofysica aan de Rijksuniversiteit Groningen, waar hij direkteur van het Kapteyn Instituut was van 1969 tot 1982. In 1997 ging hij met pensioen maar bleef nog actief als emeritus hoogleraar.
Pottasch was gespecialiseerd in de studie van planetaire nevels, waarover hij in 1983 een boek publiceerde.
Er promoveerden 23 studenten bij Pottasch, waaronder Harm Habing, Klaas de Boer en Jacqueline van Gorkom.
Vanaf 1963 was hij hoofdredacteur van het Bulletin of the astronomical institutes of the Netherlands tot dit tijdschrift met een aantal andere Europese tijdschriften fuseerde tot het tijdschrift Astronomy and Astrophysics. Hij bleef daarvan redacteur tot 1976, waarna hij tot 1998 die functie bekleedde van Astronomy and Astrophysics Letters. Ook was hij editor van Astronomy and Astrophysics Review van 1990 tot 1999.
Planetoïde (10431) Pottasch is naar hem vernoemd.